# Eddie Flood
Eddie Flood (sinh ngày 9 tháng 11 năm 1952 ở Liverpool) là một cầu thủ bóng đá thi đấu ở vị trí hậu vệ trái cho Tranmere Rovers và York City.